# تومي سميث (فارس)
تومي سميث (بالإنجليزية: Tommy Smith)‏ هو فارس أمريكي، ولد في 16 أكتوبر 1937، وتوفي في 5 مارس 2013.